# Хозатумп
Хозатумп (Хоза-Тумп, Хоса-Тумп) — горный хребет, расположенный в Свердловской области и в Пермском крае, Россия.

## Географическое положение
Горный хребет Хозатумп расположен на границе муниципальных образований «Ивдельский городской округ» и «Североуральский городской округ» Свердловской области, а также Пермского края, вытянутый с севера на юг от истока реки Ивдель (правый приток рек Лозьва) до истока реки Шегультан (левый приток реки Сосьва). Длина хребта 60 километров. Совпадает с главным уральским водоразделом.
На западном склоне хребта находится исток и несколько левых притоков реки Посьмак (приток реки Велс), исток и несколько левых притоков реки Правая Рассоха (приток реки Чурал), исток реки Кутим (приток реки Улс). На восточном склоне хребта — истоки рек Малиновка, Малый Ивдель, Тальтия (правые притоки реки Ивдель, исток и несколько левых притоков реки Большая Кондорка (приток реки Шегультан). На южном крае западного склона в истоке реки Кутим расположено Кутимское болото.

## Вершины
Высшая вершина — Рахтсоричахл (1007,4 метра), в 12 километрах к северу — Раксарчахл (925,4 метра), в 8 километрах к северу — Туйтпальлюлькечахл (922,3 метра), в 15 километрах к югу — Янынгаквыллюльнечахл (844,9 метрах).

## Описание
Южную часть хребта Хозатумп называют Еловский Увал.
Склоны покрыты пихтово-еловым с кедром лесом, а вершины — редколесьем, местами березовое криволесье, горная тундра, альпийские луга, каменные россыпи и скалы. Грунтовка идёт из посёлка Полуночное к посёлку Сибирёвский Прииск, по долине реки Ивдель до северного конца хребта.

## Топоним
Хозатумп с мансийского языка означает длинная гора.